# Varanus panoptes
Il varano argo (Varanus panoptes Storr, 1980), detto anche varano a macchie gialle, è una specie della famiglia dei Varanidi originaria delle regioni settentrionali dell'Australia e di quelle meridionali della Nuova Guinea.

## Tassonomia
Il varano argo viene comunemente suddiviso in tre sottospecie:
- V. p. panoptes Storr, 1980;
- V. p. horni Böhme, 1988;
- V. p. rubidus Storr, 1980.

## Descrizione
Le dimensioni del varano argo variano moltissimo a seconda dei sessi: le femmine, infatti, non superano i 90 cm, mentre i maschi (soprattutto quelli delle sottospecie panoptes e horni) possono raggiungere i 120–140 cm. La sua costituzione, diversamente da quella dei suoi cugini africani, è piuttosto gracile. È generalmente di colore giallo, con un colore di fondo marrone o camoscio scuro, ma la sua colorazione varia da un luogo o perfino da un individuo all'altro.

## Distribuzione e habitat
Delle due sottospecie australiane, una, la rubidus (chiamata così per la colorazione rossastra), vive nell'Australia Occidentale, mentre la panoptes si incontra nella Terra di Arnhem, nel Kimberley e nella penisola di Capo York. La sottospecie horni, invece, vive in Nuova Guinea.

## Biologia
Il varano argo è un predatore versatile che occupa una vasta gamma di biomi e di habitat. Animale prevalentemente terrestre, trascorre la maggior parte del tempo al suolo. È un ottimo scavatore e scava grandi tane, spesso ampliando quelle già esistenti, dove trascorre quasi tutta la giornata. Ciononostante, può spingersi alla ricerca di cibo sia sugli alberi che in acqua. Questa grossa lucertola è piuttosto veloce e quando è inseguita può correre rapidamente anche per 100 metri, cercando rifugio sull'albero o nella tana più vicini. Il varano argo è una creatura rivierasca e si incontra spesso in vicinanza di specchi d'acqua permanenti. Assume spesso, sia in cattività che in natura, la posizione del «treppiedi», stando ritto sulle zampe posteriori e sorreggendosi con la coda. Questo insolito comportamento viene attuato sia quando vuole localizzare potenziali prede e nemici o quando si sente minacciato. Soprattutto in cattività questa abitudine è molto frequente. Tale caratteristica lo differenzia dalla maggior parte degli altri varani.
Nella Terra di Arnhem esso depone dalle 6 alle 13 uova tra gennaio e febbraio.
Le sue prede sono costituite da quasi tutti gli animali più piccoli di lui, come pesci, granchi, piccoli uccelli, roditori, insetti e perfino altri varani. Cattura infatti frequentemente i varani nani che si spingono all'interno del suo territorio. Varani dalla coda spinosa e varani delle rocce costituiscono una parte importante della sua dieta. Il varano argo ha sensi molto sviluppati, in particolar modo l'olfatto. Come tutti i varani, è dotato di lingua biforcuta e di un organo vomeronasale sul palato. Utilizza quest'ultimo proprio alla stessa maniera dei serpenti e si può spesso vedere mentre esplora con la lingua i dintorni alla ricerca di cibo.
Il suo appetito così insaziabile ha fatto del varano argo un animale piuttosto interessante, ottimo per i programmi di riproduzione in cattività. Se non viene nutrito con regolarità, ha l'abitudine di attaccare le mani del suo custode. Chi ha avuto a che fare con questo rettile tende a definirlo un «pozzo senza fondo», a causa delle enormi quantità di cibo che è in grado di immagazzinare nello stomaco.
Studi recenti suggeriscono che l'invasione dei rospi delle canne abbia severamente danneggiato la popolazione di varani argo del Top End. Gli studiosi stimano che in molte aree il loro numero sia diminuito del 90%.